# Lucas Carvalho
Lucas da Silva Carvalho (né le 16 juillet 1993) est un athlète brésilien, spécialiste du 400 m.

## Biographie
Il remporte le 400 m lors des Jeux sud-américains de 2018, puis devient double vice-champion d'Amérique du Sud de la discipline en 2019 et 2021.
Lors des championnats d'Amérique du Sud 2023, à São Paulo, il descend lors des demi-finales sous les 45 secondes pour la première fois de sa carrière, en 44 s 79, et bat par la même occasion de trente-deux centièmes le vieux record des championnats datant de 2001 de son compatriote Sanderlei Parrela. Il réalise les minimas pour les championnats du monde 2023 et des Jeux olympiques de 2024. En finale, Carvalho craque complètement et termine dernier en 47 s 64.

## Palmarès
| Date | Compétition                    | Lieu       | Résultat | Épreuve   | Temps         |
| ---- | ------------------------------ | ---------- | -------- | --------- | ------------- |
| 2017 | Championnats d'Amérique du Sud | Luque      | 4e       | 400 m     | 46 s 11       |
| 2017 | Championnats d'Amérique du Sud | Luque      | 2e       | 4 × 400 m | 3 min 07 s 32 |
| 2018 | Jeux sud-américains            | Cochabamba | 1er      | 400 m     | 45 s 61       |
| 2018 | Jeux sud-américains            | Cochabamba | 3e       | 4 × 100 m | 39 s 54       |
| 2018 | Championnats ibéro-américains  | Trujillo   | 1er      | 400 m     | 45 s 92       |
| 2019 | Championnats d'Amérique du Sud | Lima       | 2e       | 400 m     | 46 s 12       |
| 2019 | Championnats d'Amérique du Sud | Lima       | 2e       | 4 × 400 m | 3 min 04 s 13 |
| 2021 | Championnats d'Amérique du Sud | Guayaquil  | 2e       | 400 m     | 46 s 31       |
| 2021 | Championnats d'Amérique du Sud | Guayaquil  | 1er      | 4 × 400 m | 3 min 04 s 25 |
| 2023 | Championnats d'Amérique du Sud | São Paulo  | 8e       | 400 m     | 47 s 64       |
| 2023 | Championnats d'Amérique du Sud | São Paulo  | 2e       | 4 x 400 m | 3 min 04 s 15 |
| 2023 | Jeux panaméricains             | Santiago   | 1er      | 4 × 400 m | 3 min 3 s 92  |

## Records
| Épreuve | Temps   | Lieu      | Date             |
| ------- | ------- | --------- | ---------------- |
| 200 m   | 20 s 40 | São Paulo | 13 décembre 2020 |
| 400 m   | 44 s 79 | São Paulo | 29 juillet 2023  |